# Ardisia betongensis
Ardisia betongensis är en viveväxtart som beskrevs av Fletcher. Ardisia betongensis ingår i släktet Ardisia och familjen viveväxter. Inga underarter finns listade i Catalogue of Life.